# Princesa Amarna

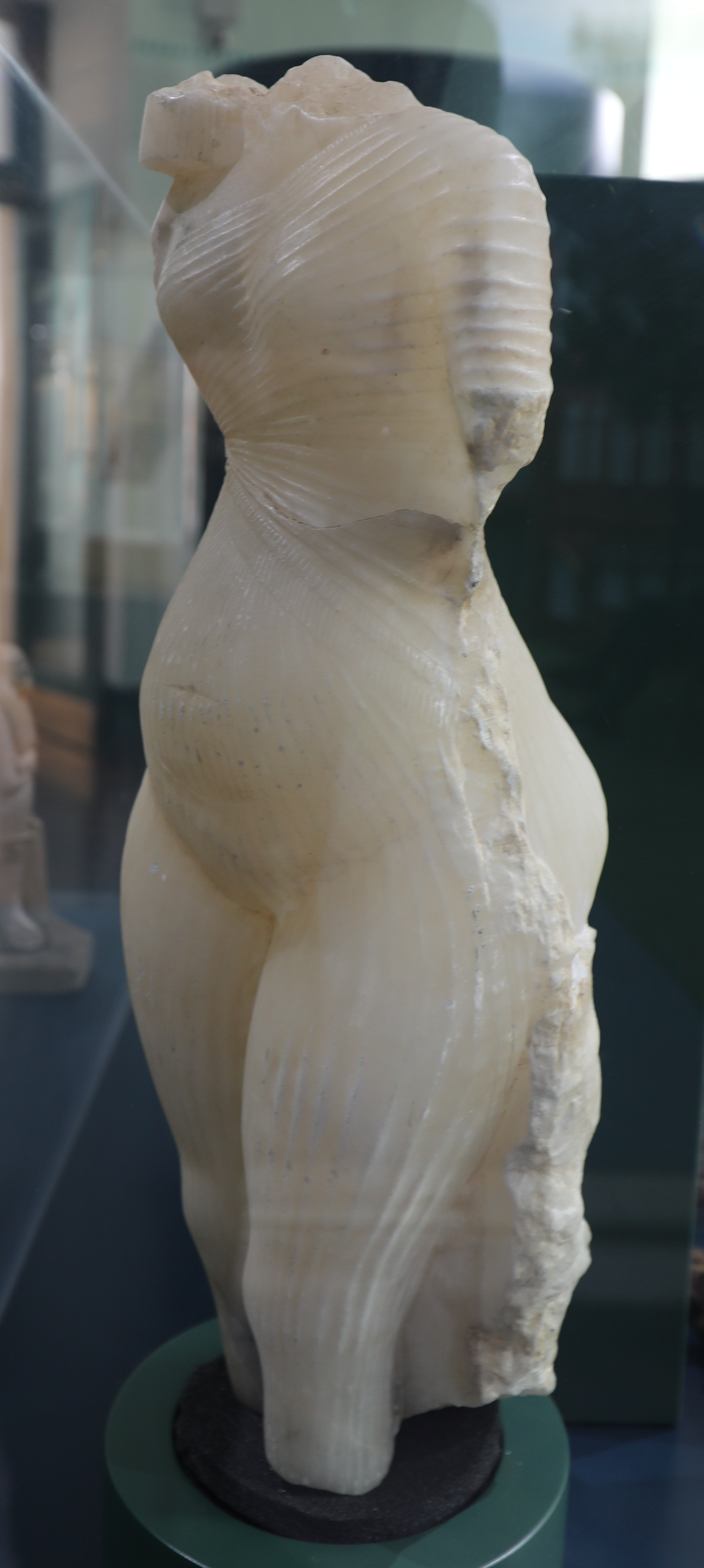
A Princesa Amarna

A Princesa Amarna, às vezes chamada de "Princesa Bolton Amarna", é uma estátua forjada pelo falsificador de arte britânico Shaun Greenhalgh e vendida por seu pai ao Museu Bolton por 440.000 libras em 2003. Baseado no estilo artístico de Amarna do antigo Egito, a compra da princesa Amarna foi celebrada como um "golpe" pelo museu e permaneceu em exibição por três anos. No entanto, em novembro de 2005, Greenhalgh foi levada sob suspeita pela Unidade de Artes e Antiguidades da Scotland Yard, e a estátua foi apreendida para posterior exame em março de 2006. Agora é exibida como parte de uma exposição de falsificações e falsificações.

## Antecedentes e preparação
Em 1999, após alguns sucessos iniciais, os Greenhalgh começaram seu projeto de falsificação mais ambicioso até o momento. Eles compraram o catálogo de venda de 1892 do conteúdo de Silverton Park, Devon, a casa do 4º Conde de Egremont, George Wyndham. Embora o quarto conde não fosse conhecido como colecionador, os condes anteriores foram: o "Leconfield Head" praxiteliano destaca-se mesmo entre as antiguidades gregas de Petworth. Um dos Wyndhams que adquiriu esculturas antigas de Roma poderia ter obtido, juntamente com outras peças, a Princesa Amarna. Era bastante plausível que George Wyndham tivesse reunido uma coleção distinta em sua própria mansão recém-construída em Silverton. Certamente as notas do catálogo de leilão estenderam-se às páginas.
Entre os lotes à venda, havia um grupo composto por "uma figura drapeada de uma mulher, cinco estatuetas de mármore e oito figuras egípcias". A imprecisão da descrição do catálogo não foi tão surpreendente para a época e, se alguma dessas obras de arte de Amarna existia, ela pode ter permanecido desconhecida. Shaun Greenhalgh era um antiquário profissional e pesquisador meticuloso e deve estar bem ciente disso. Embora ele não parecesse ter acesso à Internet, ele estava bem acostumado aos catálogos comerciais e livros de arte e é conhecido por ter trabalhado a partir de fotografias. Além da obscuridade natural do item, existem apenas duas outras estatuetas semelhantes existentes no mundo. Estes são realizados no Louvre e no Penn Museum.
No evento, tirando o máximo proveito da imprecisão das notas do leilão, Greenhalgh fabricou o que se tornou a Princesa Amarna, uma 52   estátua de cm, aparentemente feita de um "impressionante alabastro translúcido". Feito na egípcio estilo Amarna de 1350 aC, a estátua representa uma das filhas do faraó Akhenaton e rainha Nefertiti, pai provável e madrasta de Tutankhamon . Greenhalgh supostamente "bateu-se" a sua cópia em seu galpão em três semanas fora de calcita "usando básicas DIY ferramentas e fazendo com que pareça velho, revestindo-o em uma mistura de chá e barro." Um copista por inclinação, sua peça provavelmente foi baseada diretamente nas princesas conhecidas, especialmente na do Louvre. Uma comparação esquemática mostra quão próximas são as semelhanças, até os membros ausentes. A princesa Amarna sendo apenas um pouco mais alta, aos 21 centímetros (8,3 pol).

## Vendendo a estátua
George Greenhalgh, o pai do falsificador, aproximou-se do Museu Bolton em 2002, alegando que Amarna era da "coleção esquecida" de seu bisavô, comprada no leilão de Silverton Park. Seu bisavô havia comprado "uma das duas" estátuas egípcias disponíveis.
George fingiu ignorar seu verdadeiro valor ou valor, mas teve o cuidado de fornecer as cartas que Shaun também falsificou, mostrando como o artefato estava na família há "cem anos". Ele disse que estava "pensando em usá-lo como um ornamento de jardim". Além disso, ele alegou que tinha sido avaliado em meras 500 libras.

## A autenticação
Após o próprio exame do Museu Amarna Princess Bolton, ele foi encaminhado a outros para avaliar, de acordo com as melhores práticas declaradas. No primeiro caso, esse papel coube à Christie's, que avaliou a estátua em 500.000 libras. O Museu Britânico também concordou que era uma peça genuína. Não foi revelado exatamente quais testes foram feitos ou quais critérios foram usados para avaliar a autenticidade da Princesa Amarna, além da declaração de que a proveniência desempenhou "um papel vital na autenticação porque não havia nada com o que compará-la", além do Louvre. Princesa, embora em sua análise Angela Thomas, curadora de Egiptologia do Museu Bolton, também tenha mencionado várias outras estátuas da época, principalmente a princesa do Museu Penn. avaliação também foi dificultada devido à dificuldade de testar a pedra.
Mais do que impressionados com a procedência, especialistas também concluíram que "embora sua cabeça, braços e pernas não tenham sobrevivido... a estatueta é o exemplo mais impressionante do gênero no mundo". Angela Thomas forneceu uma análise que sugeria um exame atento do item em si. Ela observou o pilar traseiro, que mostrava que era "uma vez parte de uma estátua dupla". Elementos de seu "estilo extremo" sugeriram que era uma peça da era antiga, o suficiente para ela especular sobre qual das seis filhas a estátua poderia representar, Meritaten - apesar da ausência de uma inscrição ou de uma cabeça. Ela concluiu que a Princesa Amarna era de "grande importância".

## Financiamento e compra
A compra da Princesa Amarna por 439.767 libras em 2003 ganhou "manchetes em todo o mundo". O Museu Bolton considerou sua compra um "golpe", uma vez que a estátua supostamente valeu mais perto de um milhão de libras. A explicação de seu aparente baixo preço era que o fornecedor queria que ele ficasse em Bolton.
Depois que a falsificação foi exposta, houve um grande interesse na fonte exata do financiamento. Foi composto de "360.000 libras esterlinas do National Heritage Memorial Fund, mais 75.000 libras esterlinas do Fundo Nacional de Coleções de Arte e 2.500 libras esterlinas do Museu e Galeria de Arte Amigos de Bolton" e mais 1.500 libras do J. B. Gass Trust. O Museu Bolton detalhou o financiamento em seu site e deu garantias de que não havia dinheiro do conselho envolvido.

## Na tela
A Princesa Amarna foi exibida pela primeira vez na Galeria Hayward como parte do prestigiado "Saved!" exposição de 2003. Inaugurada pela rainha a exposição foi concebida como uma "celebração de 100 anos de economia de arte para a nação [britânica]". Anunciada como "espetacular", abrangia "4.000 anos de história da arte" que tornaria a Princesa Amarna um dos itens mais antigos de lá, se fosse genuína.
Em 31 de janeiro de 2004, a Princesa Amarna voltou ao "lugar de destaque" no Museu Bolton, onde era esperado um grande atrativo como a "jóia da coroa" da conceituada coleção egípcia do Museu. Foi ambientado entre outros itens da mesma época, incluindo esculturas. A curadora egípcia do museu, Angela Thomas, especulou "Pode até acontecer que isso nos leve a conseguir mais fundos para fazer mais". Como uma nota final irônica, segurança extra foi instalada devido a um roubo no museu na semana anterior.

## Exposto como falsificação
Em meados de março de 2006, a Unidade de Artes e Antiguidades da Scotland Yard apreendeu a Princesa Amarna como parte de uma investigação em andamento da família Greenhalgh. Os Greenhalghs haviam desencadeado suspeitas quando tentaram executar um golpe semelhante novamente, usando a mesma proveniência para apoiar a propriedade do que era suposto ser um friso assírio. Eles foram apanhados posteriormente, e pai e filhos foram acusados de lavar o dinheiro envolvido com a Princesa Amarna. Shaun Greenhalgh foi condenado mais tarde em novembro de 2007. Ao pesquisar suas propriedades, a polícia encontrou evidências de ferramentas e materiais para fazer esculturas, e duas outras cópias completas da Princesa Amarna.

## Reações e status atual
Após o julgamento, o Bolton Museum se esforçou para se distanciar e se descreveu como "irrepreensível". O museu insistiu que seguiu o procedimento estabelecido, apesar de chamarem George Greenhalgh de "um velho simpático que não tinha ideia do significado do que possuía". Como mais de um comentarista observou: "Nunca é mais provável que estejamos vulneráveis a uma trapaça do que quando tentamos tirar alguém de uma obra-prima".
A conselheira Barbara Ronson, do Conselho de Bolton, ficou "chocada" ao saber que a estátua era falsa e prometeu que o conselho estaria realizando sua própria investigação. "Você se pergunta como algo assim poderia acontecer com a tecnologia moderna disponível". Stephen Johnson, diretor do National Heritage Memorial Fund, ficou "extremamente chocado". Ele disse que "o National Memorial Memorial Fund não esteve nesta posição antes em seus 26 anos de história".
Tanto o National Heritage Memorial Fund como o National Art Collection Fund indicaram que poderiam procurar recuperar seu dinheiro, pois não havia sido usado para os "Objetivos aprovados"; enquanto o Bolton Museum disse que o Conselho também esperava receber compensação.
No entanto, o juiz presidente, William Morris, exonerou a instituição e qualquer equipe do Conselho envolvida, preferindo se concentrar no que via como talento "mal aplicado" e "conspiração ambiciosa", e enfatizou a sofisticação do engano. Um especialista em arte disse que "a Princesa Amarna... é um lembrete de que as falsificações realmente boas nas coleções públicas e privadas ainda não foram identificadas".
Em 2011, a estátua retornou ao Museu Bolton, apresentando uma exposição de falsificações e falsificações.